# Гори-Мерози, Кармине
Кармине Гори-Мерози (итал. Carmine Gori-Merosi; 15 февраля 1810, Субьяко, Папская область — 15 сентября 1886, Рим, королевство Италия) — итальянский куриальный кардинал. Секретарь Священной Консисторской Конгрегации и секретарь Священной Коллегии кардиналов с 30 марта 1882 по 10 ноября 1884. Аббат-коммендатор Субьяко с 24 ноября 1884 по 15 сентября 1885. Кардинал-дьякон с 10 марта 1884, с титулярной диаконией Санта-Мария-ад-Мартирес с 13 ноября 1884. 